# Pyrbaum

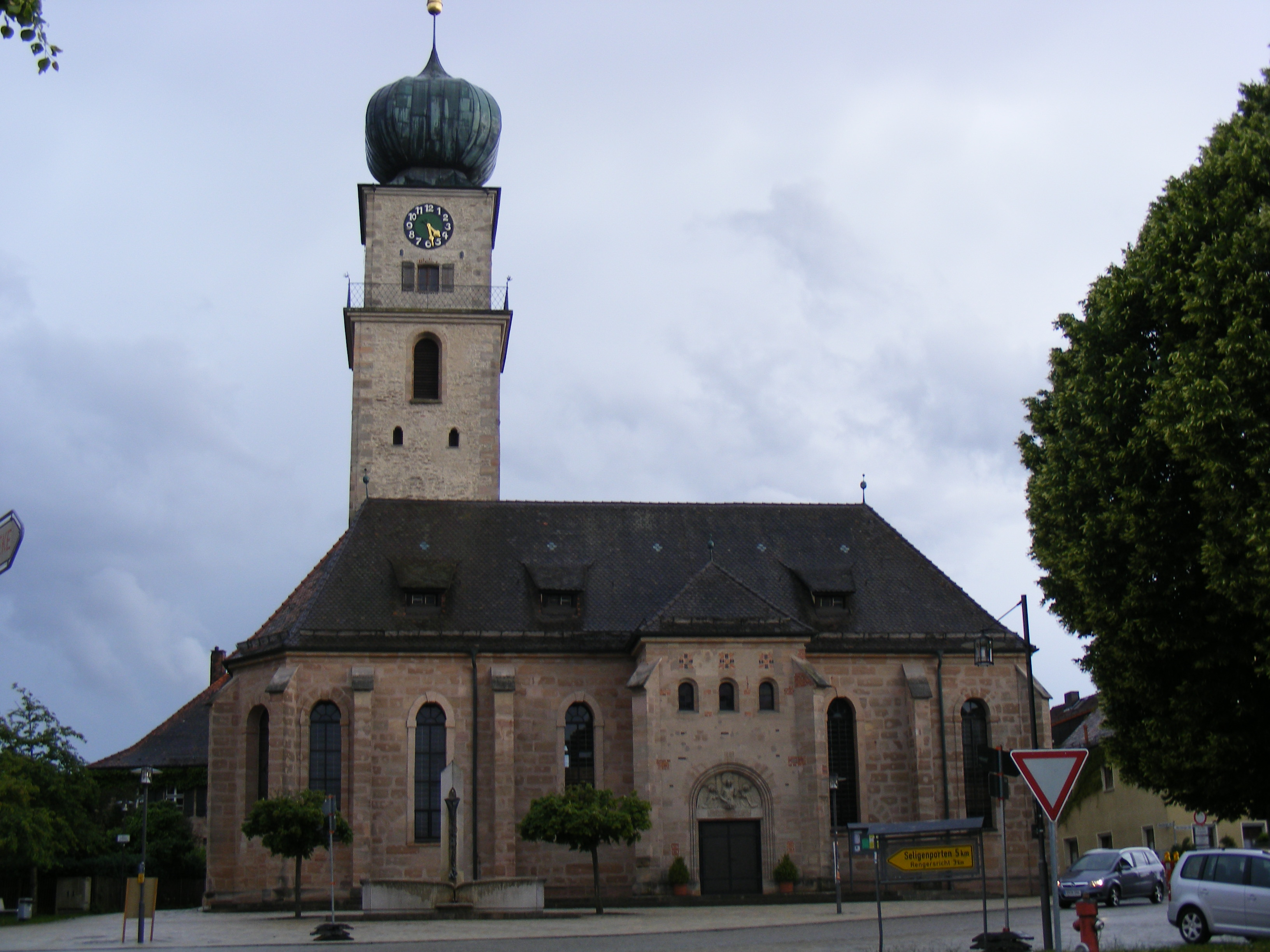
Pyrbaum

Pyrbaum este o comună-târg din districtul  Neumarkt in der Oberpfalz, regiunea administrativă Palatinatul Superior, landul Bavaria, Germania.